# .300 PRC

Le .300 Precision Rifle Cartridge (PRC) est une cartouche de fusil conçue par Hornady Manufacturing Company en 2018. 
Spécialement développée pour les applications de tir de précision à longue distance et de chasse, elle se distingue par sa conception moderne et son excellente performance balistique.

## Conception et développement
La cartouche .300 PRC a été conçue pour offrir une solution optimale aux tireurs et chasseurs à la recherche d'une munition capable de maintenir une grande précision sur des distances extrêmes. Elle utilise des ogives lourdes et à coefficient balistique élevé, ce qui réduit la résistance de l'air et améliore la stabilité du projectile. Son design s'appuie sur une douille sans bourrelet (beltless case) pour favoriser un chambrage précis et une combustion uniforme de la poudre.
La .300 PRC est basée sur la cartouche .375 Ruger, adaptée pour recevoir des balles de 7,62 mm (équivalent à .308 pouce) tout en offrant une capacité accrue pour la poudre.
Elle a été homologuée par la Commission internationale permanente pour l'épreuve des armes à feu portatives en 2019. Les armes utilisant ce calibre doivent avoir des chambres capables d'accepter d'une longueur totale de 3,70 pouces (93,98 mm),.

## Performances balistiques
La .300 PRC excelle dans le tir à longue distance grâce à ses balles lourdes et à coefficient balistique élevé. Par exemple, une balle de 225 grains (14,58 g) peut atteindre une vitesse initiale de 2 800 pieds par seconde (853 m/s), tout en conservant une énergie significative et une trajectoire tendue à des distances supérieures à 1 000 mètres.
Comparée à d'autres calibres comme le .300 Winchester Magnum, la .300 PRC offre des avantages en termes de stabilité et de réduction de la déviation due au vent, tout en étant plus efficace avec des ogives modernes.

## Comparaison avec des calibres similaires
| Calibre                | Diamètre de balle (mm) | Vitesse initiale (m/s) | Énergie à la bouche (J) | Portée efficace (m) | Utilisation principale                               |
| ---------------------- | ---------------------- | ---------------------- | ----------------------- | ------------------- | ---------------------------------------------------- |
| 7 mm Remington Magnum  | 7,21                   | ~940–990               | ~3 400–3 600            | ~900                | Chasse (longue distance), tir sportif                |
| .30-06 Springfield     | 7,82                   | ~820–900               | ~2 900–3 300            | ~700                | Chasse (grand gibier), usage polyvalent              |
| .300 Winchester Magnum | 7,82                   | ~880–1 020             | ~3 800–4 300            | ~1 000              | Chasse (grands animaux), tir longue distance         |
| .300 PRC               | 7,82                   | ~870–950               | ~4 200–4 600            | ~1 200              | Tir de précision (longue portée), chasse spécialisée |